# Ichirai Hoshi
Ichirai Hoshi (morreu em 1180) foi um shoei (monge guerreiro) do templo Mii-dera que apoiou o clã Minamoto  contra os seus rivais do clã Taira .
Ichirai é mais conhecido por sua participação na batalha de Uji . Ele lutava atrás de Tsutsui Jomyo Meishu  na ponte de Uji, isso porque como as vigas eram muito estreitas, ele não conseguiu lutar ao lado de seu companheiro. Num determinado momento ele saltou sobre o outro monge, assumindo o peso da luta, e continuou até que foi sucumbido pelo adversário .